# Spodnja Ponkvica
Spodnja Ponkvica – wieś w Słowenii, w gminie Šmarje pri Jelšah. W 2018 roku liczyła 94 mieszkańców.